# Прапор Верхнього Вербожа
Пра́пор Ве́рхнього Вербіжа́ — офіційний символ села Верхнього Вербіжа, Коломийського району Івано-Франківської області, затверджений 27 грудня 2008 р. рішенням XX сесії Верхньовербізької сільської ради.
Автор — О. Селезінчук.

## Опис
Квадратне полотнище складається з трьох вертикальних смуг - зеленої, жовтої, зеленої (співвідношення їх ширин рівне 1:2:1), на середній жовтій смузі зображення верби з чорним стовбуром і гілками та зеленими листочками.